# Илија Славе
Илија Славе био је српски четнички војвода током борбе за Македонију. Био је одређен за вођу прве српске комитске чете која је 1903. прешла српско-турску границу код Буштрања. Одмах по прелазу границе ранио га је Илија Вујановић, криминалац који је грешком пуштен у чету. Чета се одмах вратила у Србију носећи рањеног војводу.